# Дворянское собрание (Стокгольм)
Дворянское собрание (швед. Riddarhuset) — историческое здание в Гамластане, Стокгольм, Швеция. Построено в 1641—1674 годах для проведения собраний шведской знати. Одно из наиболее красивых зданий классицизма XVII века в Швеции. 

## История
В 1626 года Густав II Адольф одобрил намерение шведского дворянства построить здание для проведения собраний, Рыцарский дом (швед. Riddarhuset). Первоначальный проект составил архитектор Симон де Ля Вале. Предполагалось создать большой комплекс зданий наподобие Люксембургского дворца в Париже. Однако был построен только главный дом, закладка фундаментов которого состоялась в 1641 году. После смерти де ля Вале в 1642 году ответственным за строительство стал немецкий архитектор Г. Вильгельм. В 1650 году в связи с коронацией королевы Кристины дворянство временно собралось в еще не законченном дворце. В 1652 году, после смерти Г. Вильгельма, был приглашен голландский архитектор Юстус Вингбоонс, которому принадлежит авторство фасадов здания. Однако в июне 1656 года он был уволен, и строительство завершил Жан де Ля Вале (сын Симона де Ля Вале). По его проекту сооружена крыша дворца с его аллегорическими фигурами, внутренняя монументальная главная лестница, а также интерьер большого зала Riddarhussalen. Строительные работы были завершены в 1674 году.
24 июня 1774 года перед дворцом был установлен памятник Густаву Васе. В начале 1900-х гг. статуя была перенесена ближе к зданию. В 1890 году перед северным фасадом была установлена статуя канцлера Акселя Оксеншерны.
Здание было капитально отремонтировано 1815-1817, 1847 и 1903-1904 гг. В 1870 году по проекту архитектора Адольфа В. Эдельсверда были построены боковые павильоны. 
В период с 1668 по 1866 гг. Большой зал использовался как место заседания дворянской палаты риксдага.
В настоящее время здание по-прежнему используется по своему назначению как место проведения различных мероприятий дворянских родов Швеции, чьи гербы украшают большой зал Дворянского собрания. Боковые павильоны сдаются в аренду и используются в качестве офисов.

## Архитектура
Здание двухэтажное, прямоугольной формы. Фасады из светло-красного кирпича вертикальное расчленены светло-серыми пилястрами в коринфском ордере из светлого готландского песчаника, что характерно для голландского палладианства. Центральные фронтоны фасада украшены фигурами из песчаника. На северном фасаде — древний воин с рыцарской цепью (вероятно, олицетворение Рыцарства), окруженный скульптурами Благоразумия и Геркулеса. На южном фасаде — женская фигура, представляющая дворянство Nobilitas, стоящая между мужчиной и женщиной, которые можно интерпретировать как военное и гражданское обучение. Скульптуры выполнены Хенриком Лихтенбергом.
Восточная и западная часть крыши украшены скульптурами Минервы и Рыцаря, олицетворяющих девиз Рыцарского дома Arte et Marte. Скульптуры выполнил Йохан Баптиста Дусарт (швед. Johan Baptista Dusart). Четыре обелиска, расположенные в углах верхнего выступа крыши, являются дымоходами.
Общая площадь внутренних помещений здания (за исключением подвалов и чердаков) составляет около 1700  кв. м., из которых главная лестница занимает четверть площади (450 кв. м.). Площадь Большого зала составляет чуть более 300 кв. м.. Фонари главной лестницы созданы в 1765 году по проекту архитектора Ж. Э. Рена и повторяют форму бронзовых фонарей скульптора Бушардона в Стокгольмском замке. В Большом зале (Riddarhussalen) размещены 2331 дворянских герба, что дает исключительно хорошую акустику. Потолок украшен плафоном «Прославление Швеции», выполненным художником Д. Клёккер-Эренстралем в 1670-х гг.
Своеобразие этого архитектурного памятника заключается в сочетании палладианского фасада с барочно сложным очертанием крыши. Подобные формы крыши получили большое распространение в Швеции в XVII и XVIII вв. и редко встречаются в других странах.

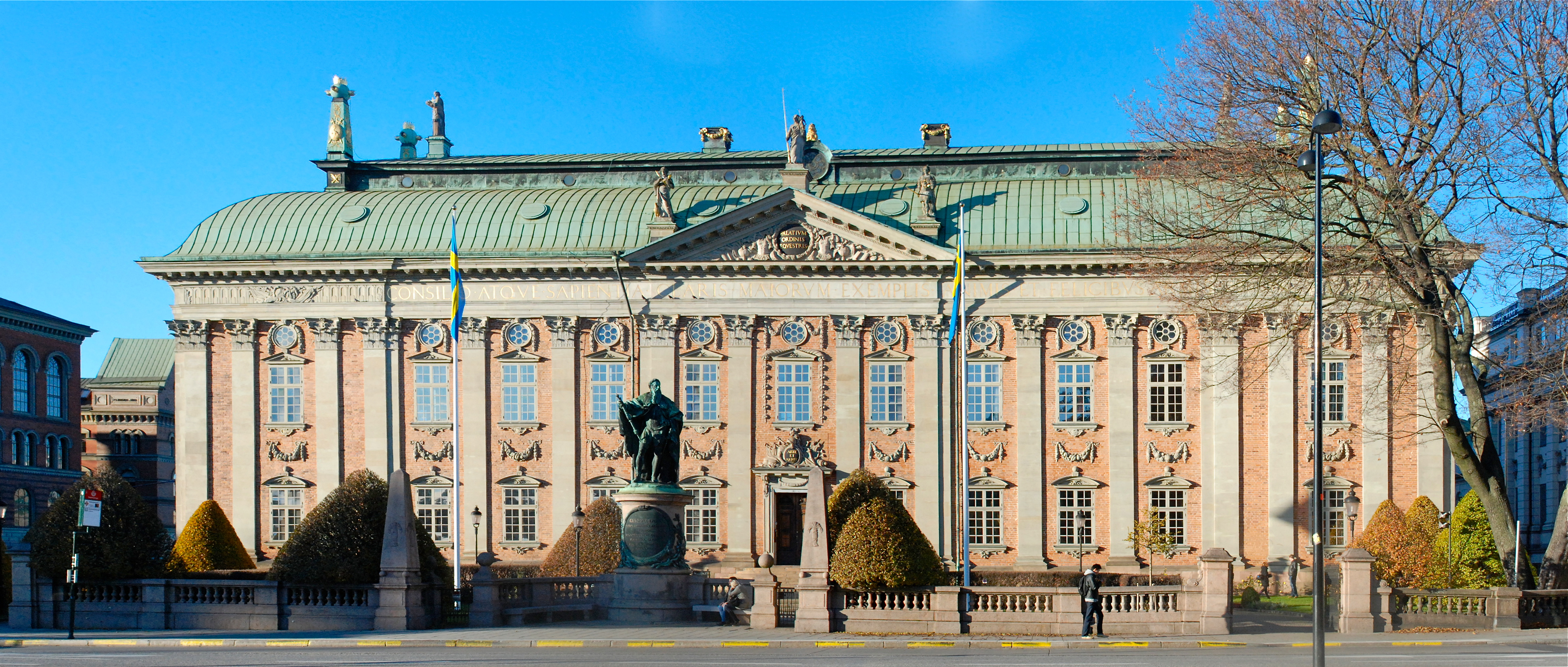
Южный фасад
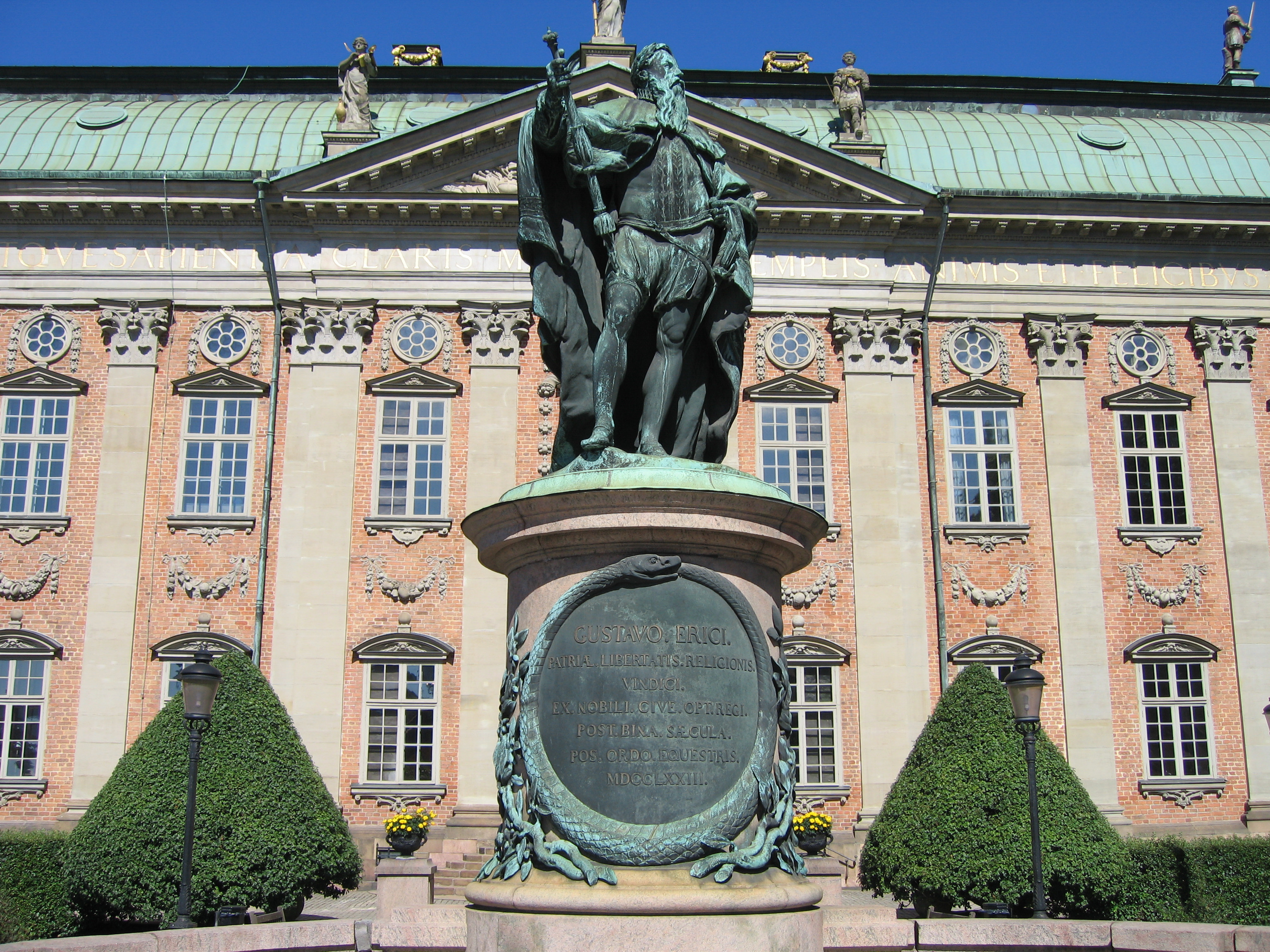
Памятник Густаву Вазе
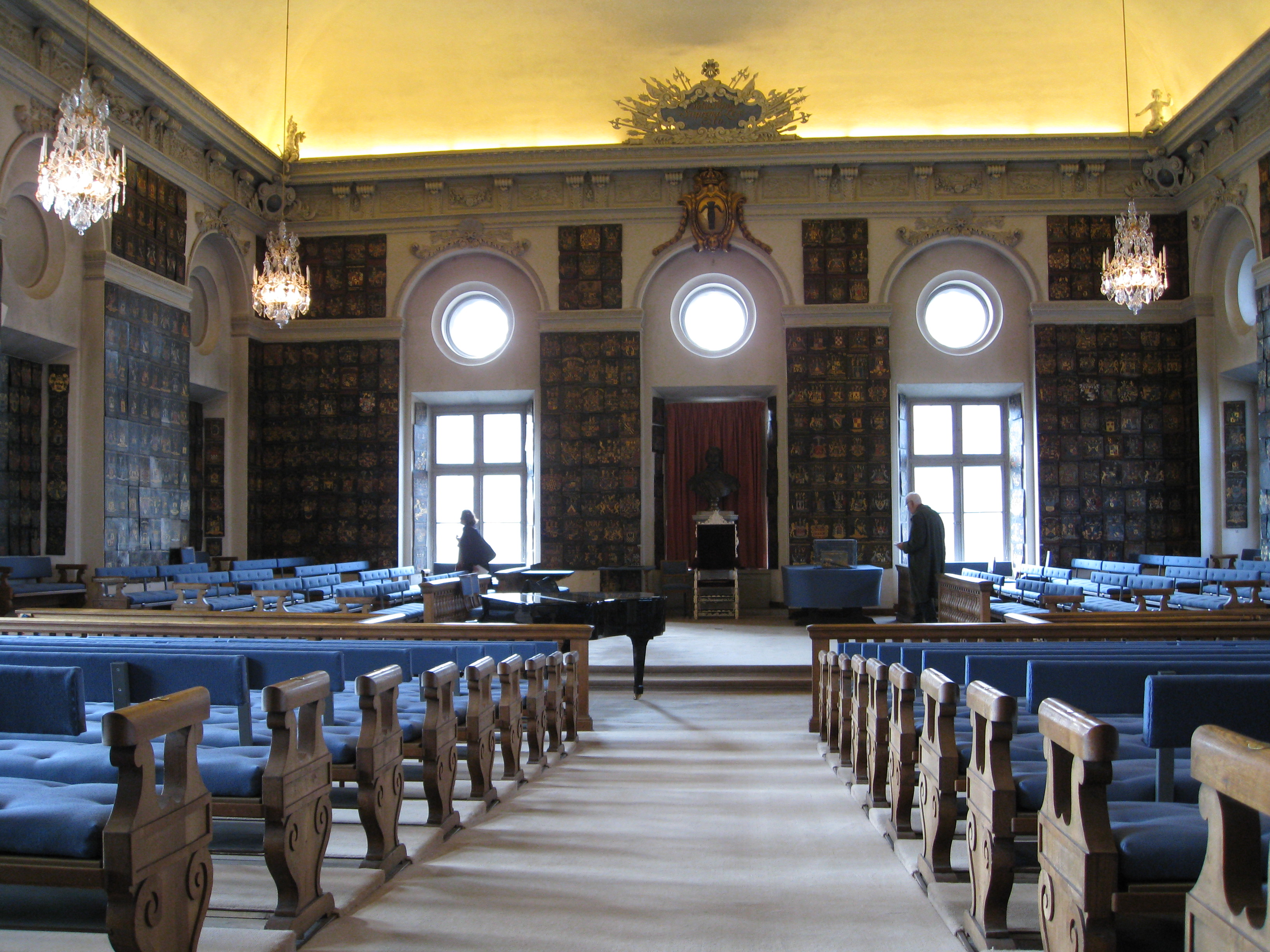
Большой зал
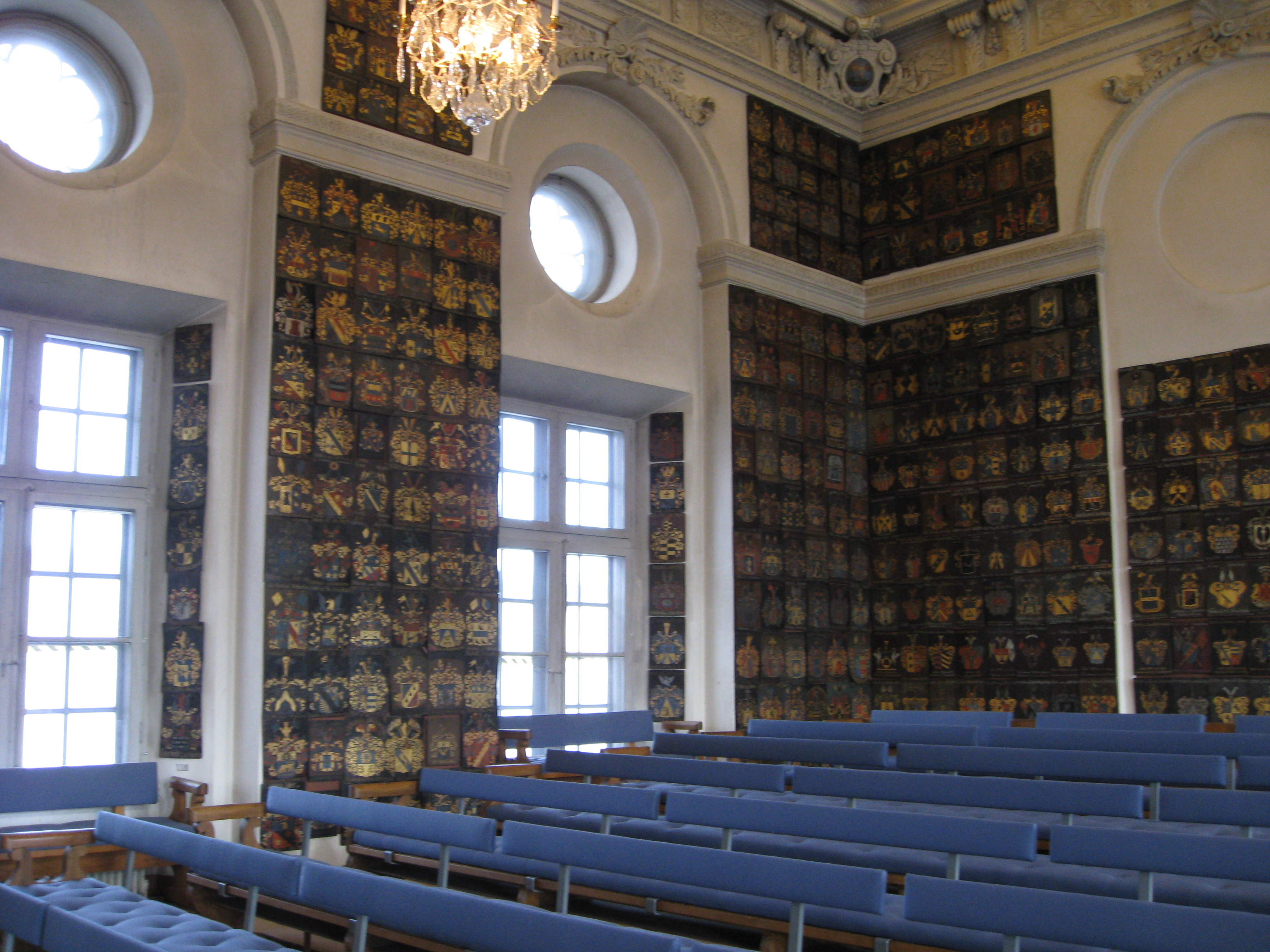
Рыцарские гербы
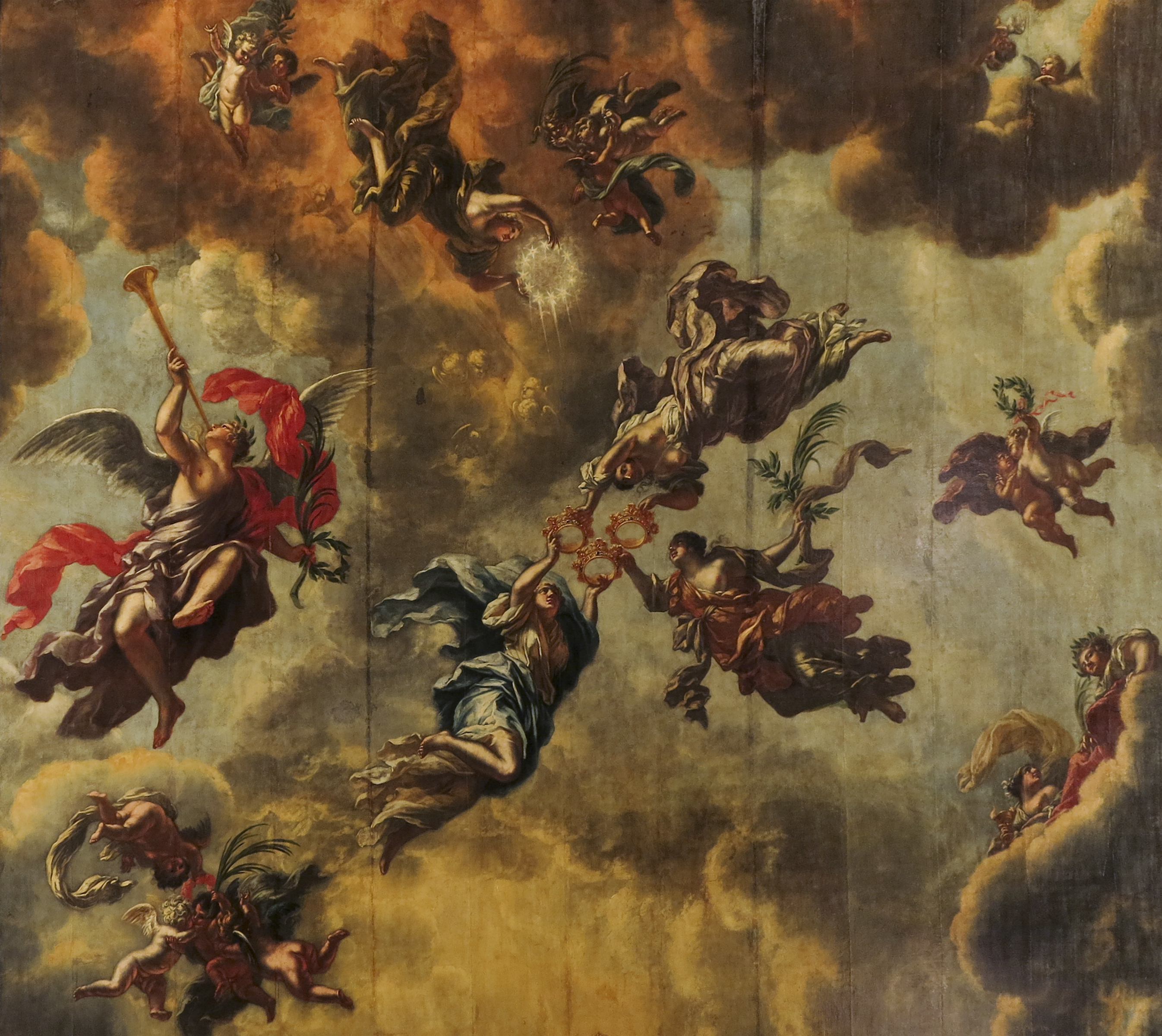
Деталь плафона Большого зала